# Almas (kommun)
Almas är en kommun i Brasilien.   Den ligger i delstaten Tocantins, i den centrala delen av landet, 500 km norr om huvudstaden Brasília. Antalet invånare är 7 595.
Omgivningarna runt Almas är huvudsakligen savann. Runt Almas är det mycket glesbefolkat, med 2 invånare per kvadratkilometer.